# Ametralladora Lewis
La Lewis fue una ametralladora ligera introducida en la Primera Guerra Mundial y que fue usada en este conflicto por las fuerzas del Imperio británico. El arma fue diseñada de forma privada en Estados Unidos pero no adoptada y su diseño fue finalizado y producido en masa en el Reino Unido.
Tenía una cubierta distintiva de enfriamiento del cañón (que contenía un disipador de calor con aletas de aluminio para enfriar el cañón de la ametralladora) y un cargador de cacerola montado en la parte superior. La Lewis sirvió hasta el final de la guerra de Corea. También fue ampliamente utilizado como ametralladora de avión, casi siempre con la cubierta de enfriamiento retirada (ya que el flujo de aire durante el vuelo ofrece suficiente enfriamiento), durante las dos guerras mundiales.

## Historia
La ametralladora Lewis fue inventada por el coronel del ejército estadounidense Isaac Newton Lewis en 1911, basada en el trabajo inicial de Samuel Maclean. A pesar de sus orígenes, el arma de Lewis no fue adoptada inicialmente por el ejército estadounidense, probablemente debido a las diferencias políticas entre Lewis y el general William Crozier, el jefe del Departamento de Artillería. Lewis se sintió frustrado al tratar de persuadir al ejército de los Estados Unidos para que adoptara su diseño, "abofeteado por rechazos de piratas ignorantes", en sus palabras, y se retiró del ejército. Dejó los Estados Unidos en 1913 y se fue a Bélgica, donde estableció la compañía Armes Automatique Lewis en Lieja para facilitar la producción comercial del arma. Lewis había estado trabajando estrechamente con el fabricante de armas británico Birmingham Small Arms Company Limited (BSA) en un esfuerzo por superar algunas de las dificultades de producción del arma. Los belgas compraron una pequeña cantidad de Lewis en 1913, usando el cartucho .303 British y, en 1914, BSA compró una licencia para fabricar la ametralladora Lewis en Inglaterra, lo que resultó en que Lewis recibiera importantes pagos de regalías y se volviera muy rico. Lewis y su fábrica se mudaron a Inglaterra antes de 1914, lejos de posibles incautaciones en caso de una invasión alemana.
El inicio de la Primera Guerra Mundial aumentó la demanda de la ametralladora Lewis y la BSA comenzó la producción, bajo la designación Modelo 1914. El diseño fue aprobado oficialmente para el servicio el 15 de octubre de 1915 bajo la designación "Arma, Lewis, .303-cal". No se produjeron armas de Lewis en Bélgica durante la guerra; toda la fabricación fue realizada por BSA en Inglaterra y por Savage Arms Company en los Estados Unidos.

## Producción

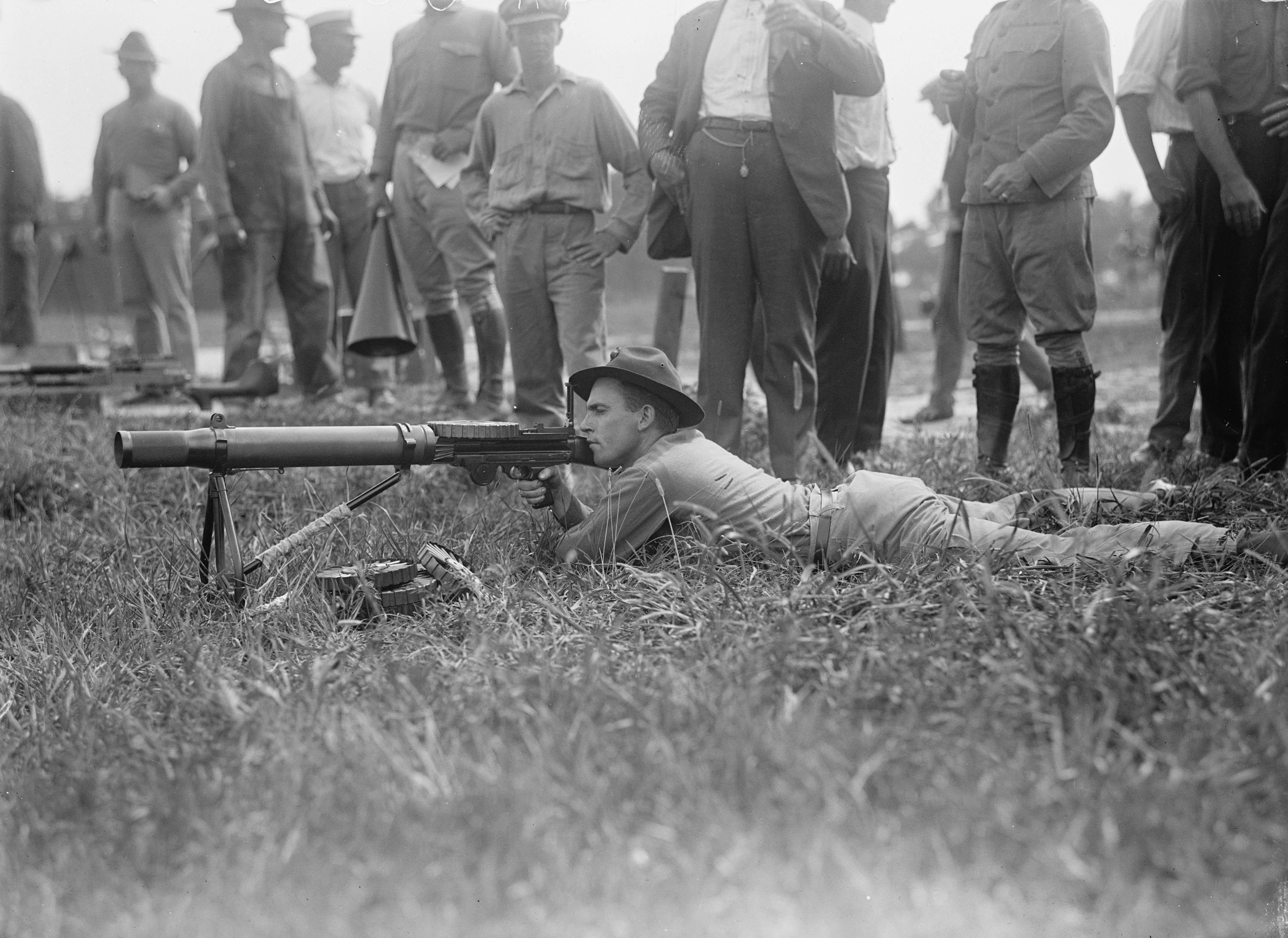
Un Marine probando el arma en 1917.

La Lewis fue producido por BSA y Savage Arms durante la guerra, y aunque las dos versiones fueron en gran medida similares, existían suficientes diferencias para evitar que fueran completamente intercambiables, aunque esto se rectificó en la época de la Segunda Guerra Mundial.
La principal diferencia entre los dos diseños era que las armas de la BSA tenían cámaras de munición .303 British, mientras que las armas Savage tenían cámaras de cartuchos .30-06, lo que requería alguna diferencia en el cargador, mecanismo de alimentación, perno, barril, extractores, y sistema de operación de gas. Sin embargo, Savage hizo armas de Lewis en calibre .303 británico. El Modelo 1916 y el Modelo 1917 se exportaron a Canadá y el Reino Unido, y algunos se entregaron al ejército de los Estados Unidos, en particular a la Armada. El modelo Savage 1917 fue producido generalmente en calibre .30-06. Varias de estas armas fueron suministradas al Reino Unido bajo préstamo durante la Segunda Guerra Mundial.

## Diseño y funcionamiento

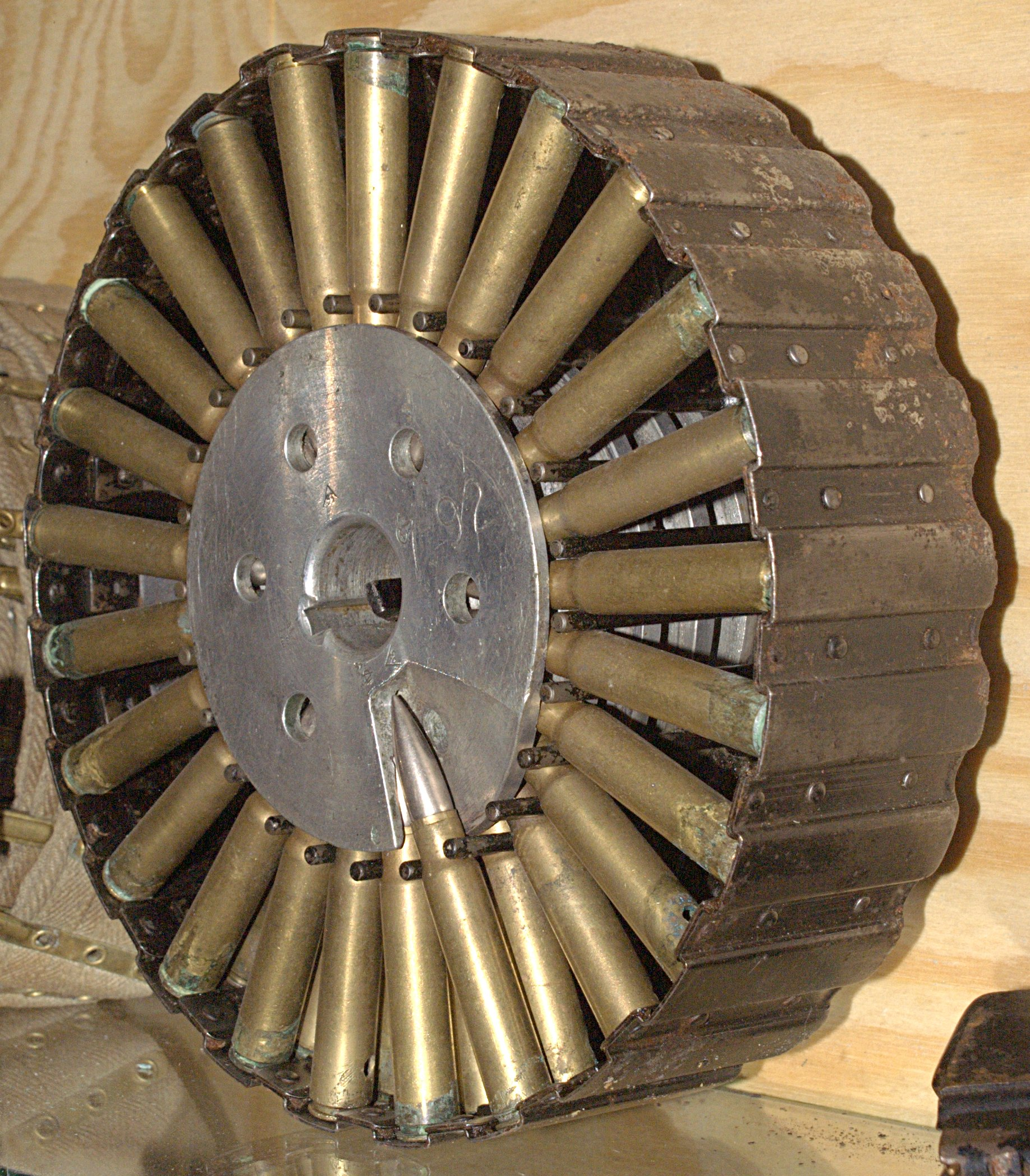
Un cargador con 97 balas, usado en la ametralladora Lewis de 7.92×57mm, Museo de Defensa Costera, Polonia. Nótese que el cargador está parcialmente lleno.

La ametralladora Lewis funcionaba con gas. Una parte del gas propulsor en expansión se extrajo del cañón, impulsando un pistón hacia atrás contra un resorte. El pistón estaba equipado con un poste vertical en su parte trasera que montaba en una pista de leva helicoidal en el perno, girándolo al final de su recorrido más cercano a la recámara. Esto permitió que las tres orejetas de bloqueo en la parte posterior del perno se engancharan en los huecos del cuerpo de la pistola para bloquearla en su lugar. El poste también llevaba un percutor fijo, que sobresalía a través de una abertura en la parte delantera del perno, disparando la siguiente ronda en la parte más importante del recorrido del pistón.

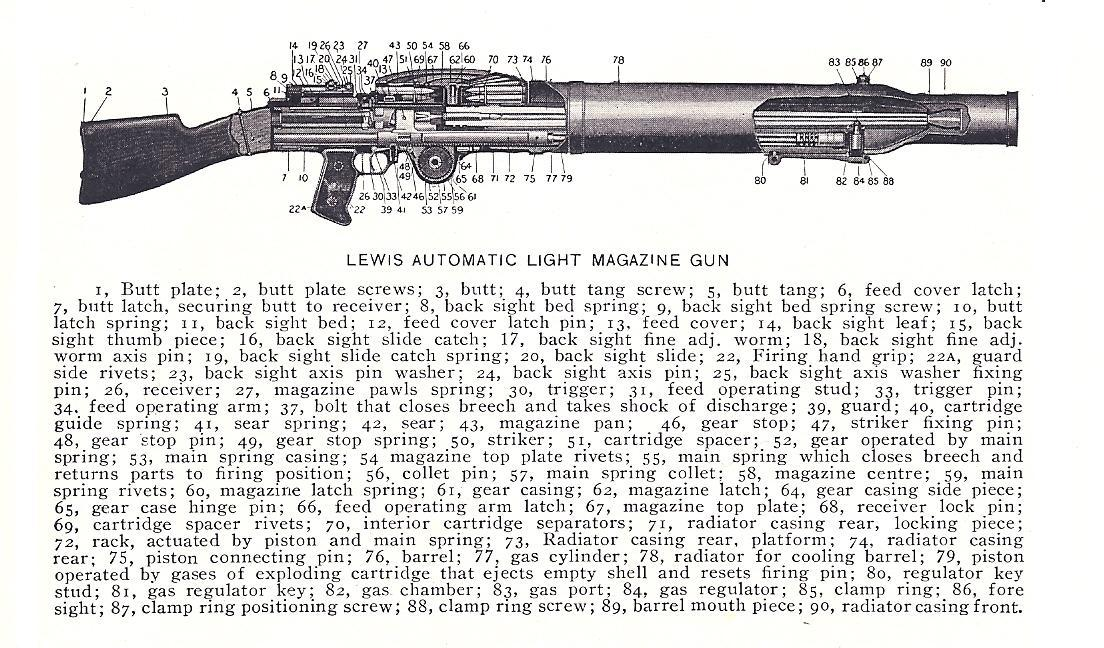
Partes de una Ametralladora Lewis.

La cubierta de aluminio del cañón de la ametralladora provocaba que la ráfaga del cañón aspirara aire sobre el cañón y lo enfriara, debido al disipador de calor de aluminio con aletas radiales dentro del cañón de la cubierta y sobresaliendo por detrás del extremo trasero de la cubierta, corriendo a lo largo contacto con el cañón del arma (algo así como el posterior diseño similar de enfriamiento de cañón de la ametralladora estadounidense M1917/18 Marlin-Rockwell) desde el "cuello de botella" cerca del extremo del hocico de la cubierta y que sobresale externamente detrás de la parte trasera de la cubierta. Hubo cierta discusión sobre si la cubierta era realmente necesaria: en la Segunda Guerra Mundial, muchos cañones de aviones antiguos que no tenían el tubo se emitieron a unidades antiaéreas de la Guardia Nacional Británica y a los aeródromos británicos, y otros se usaron en monturas de vehículos en el desierto occidental se descubrió que todos funcionaban correctamente sin él, lo que llevó a la sugerencia de que Lewis había insistido en el arreglo de enfriamiento en gran medida para mostrar que su diseño era diferente de los prototipos anteriores de Maclean. Solo la Royal Navy retuvo el sistema de enfriamiento del tubo/disipador térmico en sus Lewis de configuración AA montadas en la plataforma.

Mecanismo de recarga a gas con cargador en panal de 97 balas de una Lewis.

La ametralladora Lewis usaba un cargador en panal con 47 o 97 balas. Los cargadores panorámicos sostienen las balas, con las cabezas de las balas hacia el centro, en un abanico radial. A diferencia de los cargadores de tambor más comunes, que sostienen las balas paralelas al eje y son alimentados por la tensión del resorte, los cargadores panorámicos están indexados mecánicamente. El cargador de Lewis fue impulsado por una leva en la parte superior del perno que operaba un mecanismo de trinquete a través de una palanca.
Un punto interesante del diseño fue que no usaba un resorte helicoidal tradicional, sino un resorte espiral, muy parecido a un resorte de reloj grande, en una carcasa semicircular justo en frente del gatillo. La varilla de operación tenía una parte inferior dentada, que se enganchó con un diente que enrollaba el resorte. Cuando la pistola disparó, el cerrojo retrocedió y el engranaje se giró, apretando el resorte hasta que la resistencia del resorte alcanzó la fuerza de retroceso del conjunto del cerrojo. En ese momento, cuando cayó la presión del gas en la recámara, el resorte se desenrolló, girando el engranaje, que, a su vez, hirió la varilla de operación hacia adelante para la siguiente ronda. Al igual que con un resorte de reloj, el resorte de retroceso de la ametralladora Lewis tenía un dispositivo de ajuste para alterar la resistencia al retroceso por variaciones de temperatura y desgaste. Por extraño que parezca, el diseño de Lewis demostró ser confiable e incluso fue copiado por los japoneses y utilizado ampliamente por ellos durante la Segunda Guerra Mundial.
La velocidad de disparo cíclica del arma era de aproximadamente 500-600 disparos por minuto. Pesaba 12,7 kg, solo la mitad de una ametralladora mediana típica de la época, como la ametralladora Vickers, y fue elegida en parte porque, al ser más portátil que una ametralladora pesada, podía ser transportada y utilizada por un soldado. La BSA incluso produjo al menos un modelo (el "Arma de Lewis del Patrón de Infantería Ligera B.S.A.", que carecía de la cubierta del cañón de aluminio y tenía un mango delantero de madera) diseñado como una forma de rifle de asalto.

## Servicio

### Primera Guerra Mundial

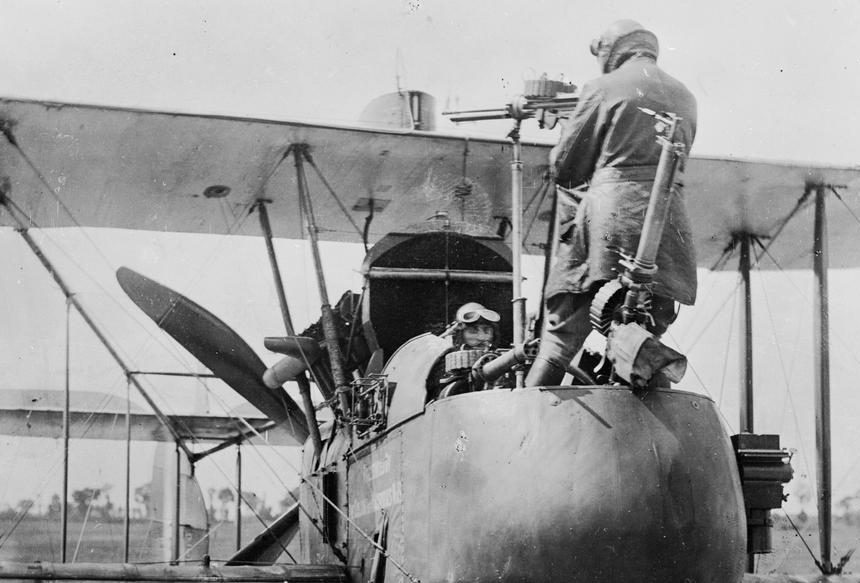
Ametralladoras Lewis montadas en un Royal Aircraft Factory F.E.2.

Los alemanes que debieron enfrentar por primera vez a la Lewis en el año 1914, la apodaron la "serpiente de cascabel belga"
Los británicos rápidamente la adoptaron en los últimos meses de 1915. Cada ametralladora Lewis requería un equipo de dos soldados, uno para dispararla y el otro para transportar municiones y recargarla, sin embargo, cada soldado de infantería estaba entrenado para dispararla en caso de que los sirvientes fuesen incapacitados.
Los tanques británicos Mark I estaban armados con ametralladoras Lewis. Fue utilizada en aviones británicos y franceses tanto como arma para los observadores como para los artilleros y pilotos, en algunos casos fue usada como arma adicional a la ametralladora Vickers. 
En 1917, el Ejército de los Estados Unidos adoptó el arma en calibre 7,62 mm pero fue rápidamente reemplazada en septiembre de 1918 por el BAR (Browning Automatic Rifle)

### Gran Guerra Emú
En la gran guerra emú de 1932.
Se utilizó para diezmar la fuerza de los emues, un esfuerzo fútil debido a su velocidad para desplazarse. El dato curioso sobre la gran guerra emú es que los mismos fueron comparados con tanques de guerra por las personas que los combatieron.

### Guerra del Chaco
En la guerra del Chaco, esta ametralladora participó en su versión aérea, como arma de los observadores de aeronaves Vickers.

### Guerra civil española
Fueron suministradas al bando republicano unas 800 unidades del modelo M1916, de origen polaco y ruso. Una parte enviado al Norte. Conformado por tres envíos hasta marzo de 1937, uno de 400 unidades polacas y dos de 200 unidades rusas.  

### Segunda Guerra Mundial
En la Segunda Guerra Mundial, la Lewis fue reemplazada por la ametralladora Bren en la mayoría de las unidades de infantería. No obstante, se la siguió utilizando como arma montada en vehículos. Aunque probablemente ya estuviese obsoleta también para ese cometido, la crisis económica que asoló Reino Unido durante esos años hizo que se utilizarán ametralladoras Lewis almacenadas en reserva.
Después de la caída de Francia, las ametralladoras Lewis fueron utilizadas para armar a las fuerzas de defensa locales del Reino Unido (Home Guard).
Durante toda la guerra permaneció como ametralladora dorsal de los Fairey Swordfish.
Finalizada la Segunda Guerra Mundial, la Lewis fue oficialmente dada de baja en Reino Unido en 1946 y todos los modelos existentes fueron reemplazados por ametralladoras Bren, Vickers y otras.

## Lecturas relacionadas
- McCleave Easterly, William (1998). The Belgian Rattlesnake: The Lewis Automatic Machine Gun: A Social and Technical Biography of the Gun and Its Inventors. Collector Grade. ISBN 978-0-88935-236-0.